# ST Kinetics
Singapore Technologies Kinetics Ltd (ST Kinetics), em Singapura, é uma área de negócios estratégicos da ST Engineering e lida com sistemas de terra e veículos especiais.
Em 2000, ST Engineering adquiriu a Chartered Industries of Singapore (CIS) através da ST Automotive, uma subsidiária da ST Engineering, e e o novo nome da companhia foi ST Kinetics. Dado o estatuto inicial da CIS para apoiar os requisitos de defesa local, o principal cliente de defesa da ST Kinetics permanece como Forças Armadas de Singapura (SAF).
Além de fabricar armas pequenas e munições, alguns dos principais produtos militares da ST Kinetics incluem o fuzil SAR-21, o Bionix AFV, Bronco ATTC e Terrex APC. Essas armas e munições são feitas muitas vezes nas especificações dos EUA ou da OTAN para exportações. A empresa possui várias subsidiárias no exterior, principalmente nos EUA, Canadá, China e Índia.
Recentes aquisições entre 2004 e 2009 viram novos equipamentos de construção, órgãos especializados e reboques para serviços urbanos serem trazidos para o estágio de produtos da ST Kinetics, que anteriormente era dominado por armas e plataformas militares. Juntamente com outras empresas da ST Engineering, a ST Kinetics faz parte dos usuários de Ecossistema de Defesa de Singapura, desenvolvedores e produtores em apoio à Terceira Geração da SAF.